# Cedos
Cedos is een Brits historisch merk van motorfietsen.
De bedrijfsnaam was: Hanwell & Sons, Components Ltd., later Cedos Motors Ltd. en Cedos Motors, J. Connell & Co., Northampton. Deze naam was afgeleid van de voornamen van de gebroeders Hanwell, Cedric en Oscar.
Zoals veel Britse merken begonnen de gebroeders Hanwell de productie van motorfietsen onmiddellijk na het einde van de Eerste Wereldoorlog. Tijdens die oorlog lag de hele Britse motorfietsindustrie door materiaalschaarste stil. Ze ontwikkelden een eigen 211cc-tweetaktmotor waarmee lichte motorfietsen, ook damesmodellen, werden gebouwd. Dit waren chain-cum-belt-modellen met twee versnellingen. Deze eerste modellen moesten nog aangelopen worden. In 1921 werden 257cc-dames en herenmodellen toegevoegd. In 1922 en 1923 stonden alleen de zware modellen in de catalogus, en uiteindelijk ging het bedrijf failliet. Daarna werd er gereorganiseerd en in 1924 kwamen er weer motorfietsmodellen. Dit keer werd echter een grote variëteit aan inbouwmotoren aangeboden. Klanten konden kiezen uit motoren van Bradshaw, Blackburne en zelfs een zeer zware 990cc-JAP-V-twin. De productie liep tot 1929. In de laatste jaren werden ook Villiers-tweetaktmotoren aangeboden.